# Lino Martone
Pascualino Martone Floredano (Caracas, 1980) es un actor venezolano.

## Biografía
Nacido el 6 de marzo de 1980 en Caracas, Venezuela, de padres italianos y con nacionalidad italiana, comenzó con su carrera artística en 1992 cuando a los 12 años fue uno de los seis adolescentes cantantes ―entre los que se encontraba un jovencísimo Carlos Baute― que ganaron un casting para formar la tercera generación del grupo juvenil Los Chamos, una banda que había sido formada en 1981 para competir con la puertorriqueña Menudo.
Debutó como actor en Colombia en la telenovela La madre junto a la gran actriz colombiana Margarita Rosa de Francisco, luego llega a Yo amo a Paquita Gallego. En 1997 viajó a México y actuó en la empresa Televisa en la telenovela Mi querida Isabel, donde actuó al lado de Karla Álvarez.
Volvió a Colombia para formar parte estelar de la telenovela Luzbel está de visita, de RTI Producciones. Viajó a Estados Unidos, y actúa en La revancha. Allí es contratado por la cadena Telemundo NBC para interpretar en la novela El fantasma de Elena el personaje del misterioso Ramiro, un poderoso jefe de la mafia internacional que se enamorara perdidamente de la protagonista de la historia, quien es interpretada por la actriz Elizabeth Gutiérrez. 
Nickelodeon lo contrata para interpretar la serie Grachi el personaje de Julio Vallas, el profesor de natación del equipo de los Tiburones, que se enamora perdidamente de Cussy, la secretaria del colegio. En el transcurso de la historia se descubre que es hijo de la directora y con ella, pretenderán quedarse con todo, gracias a sus poderes mágicos.
Después regresa a Telemundo NBC para interpretar en la producción Mi corazón insiste a Fulgencio López, un Detective que forma parte del equipo de Vigilancia e Investigaciones. Estará involucrado en una relación amorosa muy fuerte durante la historia con Adelita Linares.
Como resultado del éxito, es contratado por la misma cadena para interpretar a Diego Villareal en la producción Corazón valiente. Su personaje es un guardaespaldas que se ocupará de la seguridad del protagonista y se enamorará de Ángela (Adriana Fonseca) la protagonista de la historia quien será su compañera de trabajo. Después luchará por conseguir su amor pese a que ella solo tiene ojos para su jefe, Juan Marcos. 
Su más reciente participación fue Marido en alquiler (Telemundo, 2013), donde compartió créditos con Sonya Smith y Juan Soler.

## Trayectoria

### Telenovelas
- 1997: Yo amo a Paquita Gallego, como Esteban.
- 1997: Mi querida Isabel, como Aldo.
- 1998: La madre, como Miguel.
- 2000: La revancha, como Guillermo Arciniegas.
- 2001: Luzbel está de visita, como Christian Franco.
- 2010: El fantasma de Elena, como Ramiro Sánchez Quejada.
- 2011: Mi corazón insiste... en Lola Volcán, como Fulgencio López.
- 2011: Grachi , como Julio Vallas.
- 2012: Corazón valiente, como Diego Villarreal.
- 2013-2014: Marido en alquiler, como Elio Salinas, hijo mayor de Miguel Varoni.

### Discografía
- 1990: Con un poco de amor [nuevos miembros: Álvaro, Ángel, Bernard, Carlos, Ezequiel, Freddy y Lino] Los Chamos , Velvet Music, Venezuela.
- 1997: El club de los tigritos, Venevisión Music, Venezuela.
- 1998: Mi querida Isabel) Emi Music México , Televisa, .
- 2000: Lino Martone),  (Solista) Sony Music, Venezuela..
- 2007: Hotel Glam , Vale Music, España.
- 2008: Lino Martone (Estoy hablando de ella), (Solista) O’Clock Music, España.

### Series
- 2006: Señor de los Anillos, Latrevision Gest Music Barcelona.
- 2006-2007: Decisiones, como Everardo/Federico.
- 2007: Decisiones, Colombia, RTI .
- 2008: Decisiones.
- 2009: Decisiones extremas .
- 2011: Grachi, como Julio Vallas.

### Teatro
2003 Aquellos días de Gogo / Producción Enrique Pineda.
Personaje  (Protagonista)  País México.

### Cine
2000  Coraggio  / Pronto Films
Personaje  (Participación especial)  País Italia.

### Otras participaciones
- 2014: Buscando mi ritmo.
- 2003: Hotel Glam
- 2004: Protagonistas de la fama VIP.